# Laurós
Laurós (en francès Lauroux) és un municipi occità del Llenguadoc situat al departament de l'Erau, a la regió d'Occitània.